# 에피쿠엔 잔혹사
《에피쿠엔 잔혹사》(LOS OLVIDADOS, What the Waters Left Behind)는 아르헨티나에서 제작된 니콜라스 오네티 감독의 2017년 공포 영화이다. 빅토리아 모레테 등이 주연으로 출연하였다.

## 출연

### 주연
- 빅토리아 모레테
- 미르타 부스넬리
- 구스타보 가르존